# Serényi István-emlékkereszt

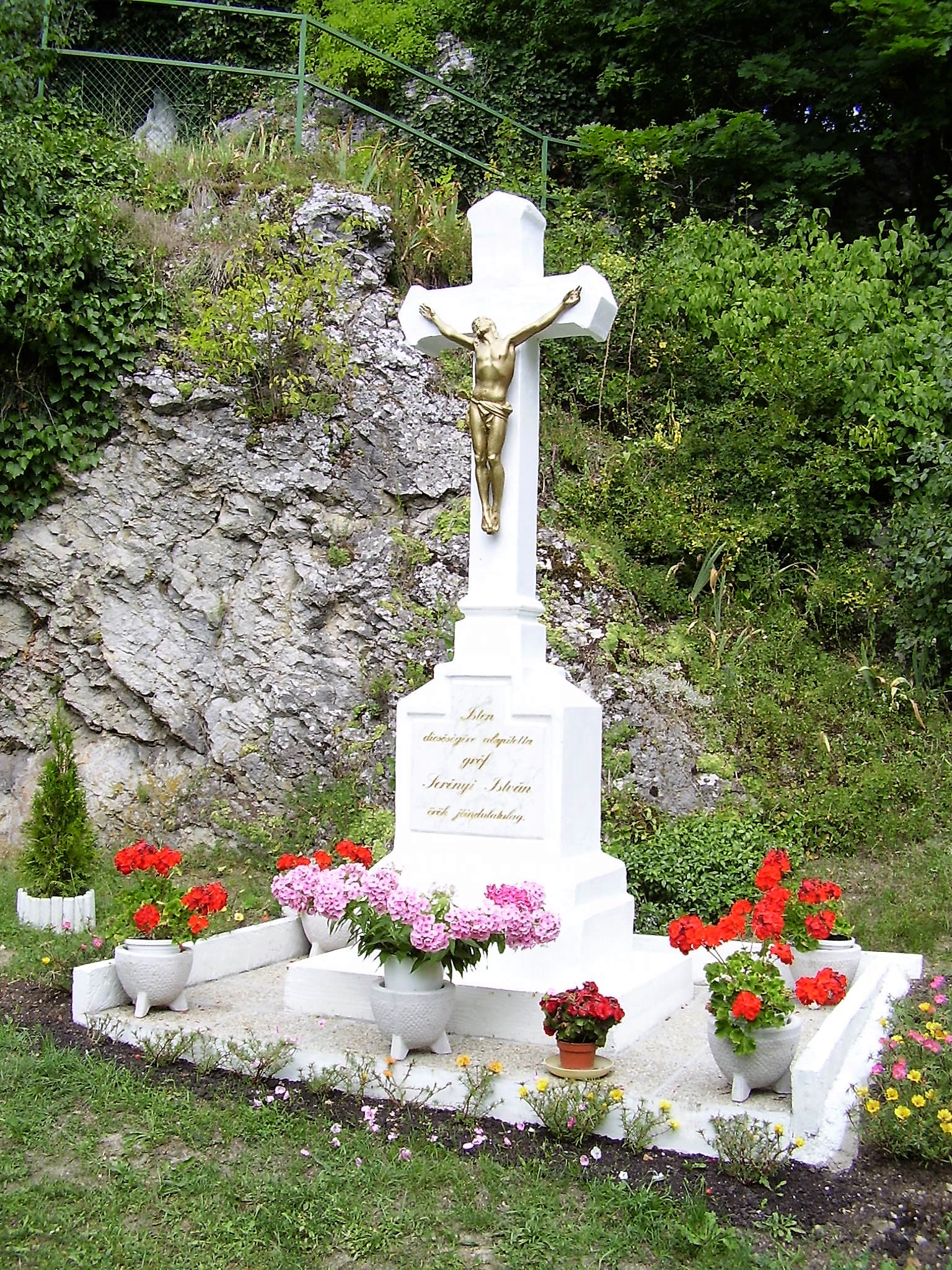
A Serényi István által állíttatott kőkereszt

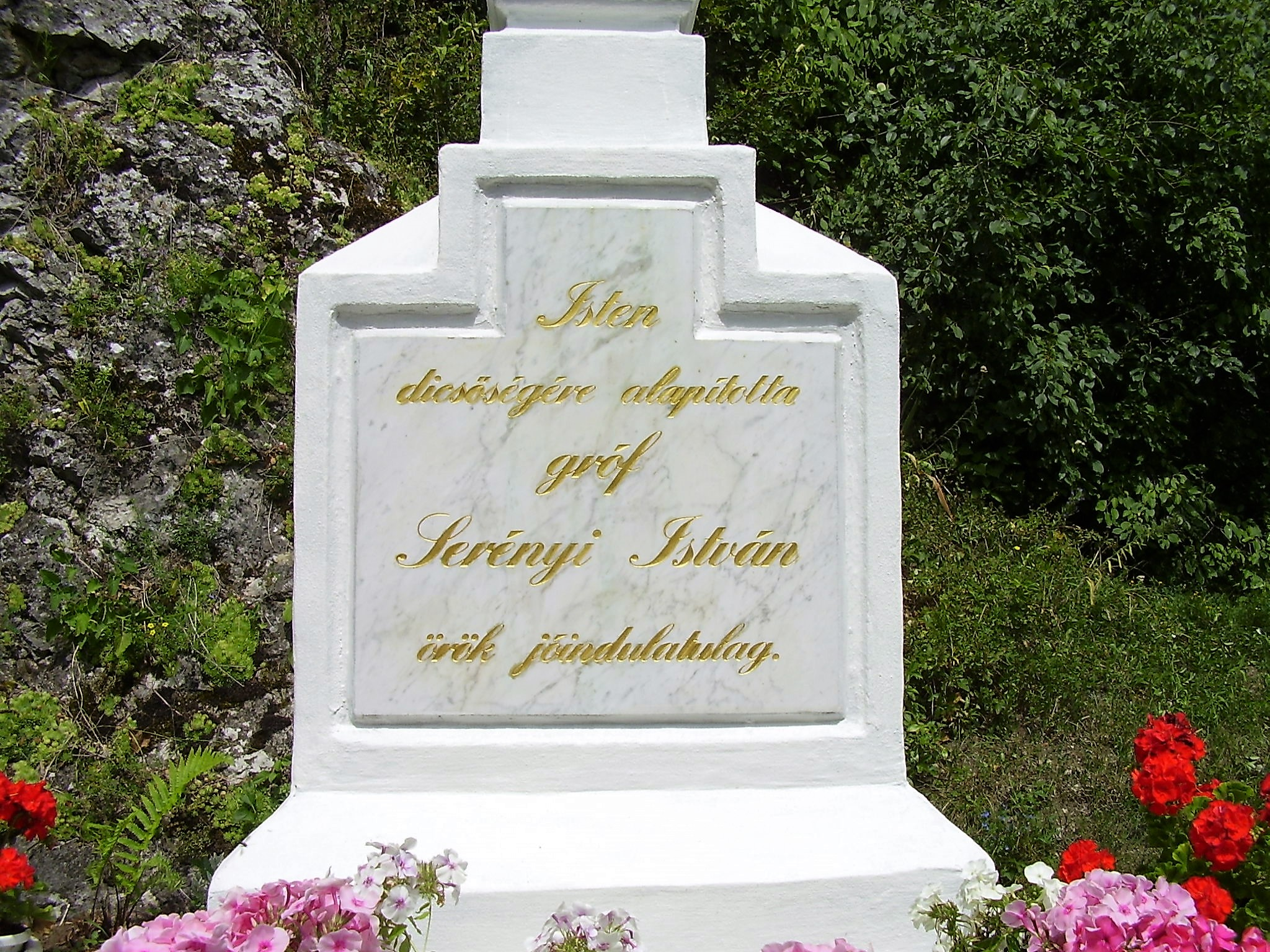
A kőkereszt felirata

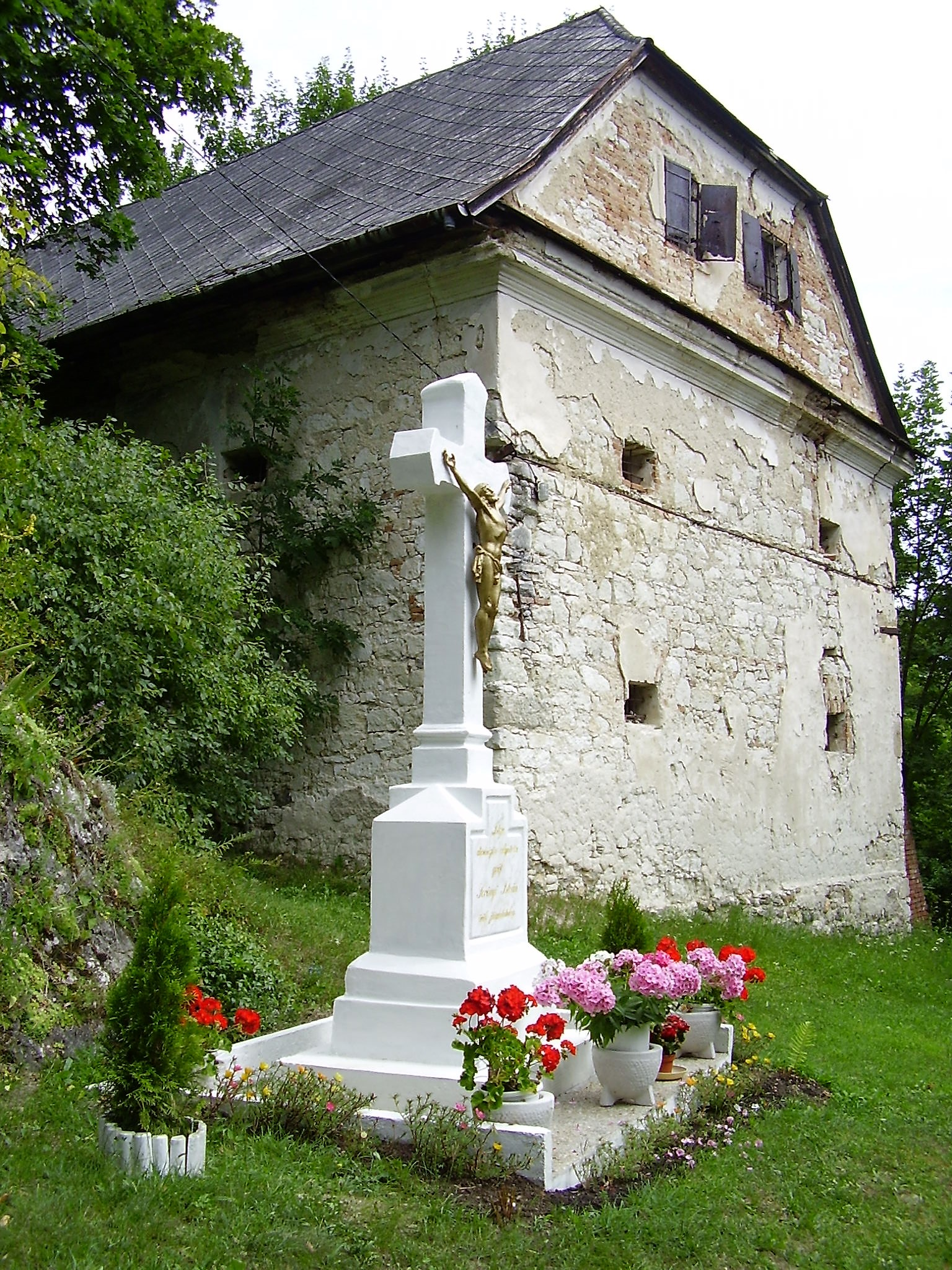
A feszület - háttérben az egykori magtárral

A Serényi István-emlékkereszt Dédestapolcsányban található a Szent György római katolikus templomhoz felvezető gyalogút mellett.

## Története
A Serényiek dédesi birtokán állt egy fakereszt. Gróf Serényi István (1862–1909) a saját költségén ezt kőkeresztre cseréltette. Ennek felszentelésére 1907. augusztus 20-án került sor.
A feszületet az 1960-as évek elején – mivel a Szilvásvárad felé vezető forgalmas út közelében egy veszélyes kanyarban állt – az útépítési munkálatok miatt eltávolították. A katolikus hívek nem engedték a kőkereszt megsemmisítését, és néhány száz méterrel távolabb, a templomdombra felvezető gyalogút mellé helyezték. A kereszt közelében található az egykori magtár épülete.
2017-ben a keresztet Daráné Fenyvesi Irén dédesi magánember anyagi támogatásával felújították, környékét rendezték.
A kereszt alatt a fehér márványtáblán olvasható felirat:
Isten dicsőségére alapította gróf Serényi István örök jóindulatulag.
A kereszt fölött egy sziklába vájt Lourdes-i Mária-barlang található. Feltételezhető, hogy az itt található Szűz Mária-szobor azonos azzal a 130 cm-es szoborral, amit Zichy Aglája (1868–1923), Serényi István felesége adományozott a dédesi római katolikus templomnak 1899 augusztusában. A Lourdes-i Mária-szobor és a Jézus szent szíve szobor megáldására együtt került sor. Mindkét szobor eredetileg a templomban került elhelyezésre. A barlang kialakításának és a Mária-szobor áthelyezésének ideje nem ismert. A szoborkompozíció másik (térdeplő) alakja Szent Bernadett. A barlangoltár falára később – hálaadásként – két emléktáblát helyeztek.